# Lucien Schwob
Lucien Schwob (* 7. Oktober 1895 in La Chaux-de-Fonds; † 6. Juni 1985 ebenda) war ein Schweizer Maler und Grafiker.

## Leben
Lucien Schwab wurde 1895 als Sohn des Uhrenfabrikanten Moïse Schwob und der Camille (geb. Blum) geboren. Nach dem Abbruch des Gymnasiums wurde Schwob Maler und belegte Abendkurse an der École d'art in La Chaux-de-Fonds bei William Stauffer und Edouard Kaiser sowie an der École des Beaux Arts in Paris bei Bernard Naudin. Ab 1917 bildete er sich autodidaktisch weiter und arbeitete in italienischen und spanischen Museen an seinem Stil. Sein Werk war zunächst von Paul Cézanne beeinflusst. In den 1930er Jahren trugen seine Landschaftsbilder expressionistische Züge, beeinflusst von einem längeren Aufenthalt in Oostende. Ab 1952 wandte sich Schwob zuerst der geometrischen, später der lyrischen Abstraktion zu. Im Jahr 1919 gründete er mit Charles Humbert und Madeleine Woog die Zeitschrift Les Voix.
Ab 1951 unterrichtete er an der Kunstgewerbeschule. Schwob war ab 1934 mit James Ensor befreundet und schon seit der Schulzeit mit der Malerin und Schriftstellerin Monique Saint-Hélier. 1965 gab er die Malerei auf und konzentrierte sich auf Kunstkritiken und Künstlermonografien.
Schwob war zweimal verheiratet. Im Jahr 1933 heiratete er Camille Françoise Levaillant, die Witwe seines Onkels Anatole. Im Jahr 1947 ehelichte er Hélène Odette Hug.